# Renata Scotto
Pour les articles homonymes, voir Scotto.
Renata Scotto, née le 24 février 1934 à Savone et morte le 16 août 2023 dans la même ville,, est une soprano italienne.
Depuis les années 1950, elle a interprété plus de 45 opéras différents, plus de 100 rôles différents, et est apparue avec les chanteurs les plus acclamés du monde.

## Biographie
Renata Scotto naît le 24 février 1934 à Savone (Ligurie),,.
Enfant, elle chante à l'église de sa ville natale dans un chœur ou en solo et possède déjà une jolie voix. En voyant Tito Gobbi dans Rigoletto de Verdi, elle découvre sa vocation de cantatrice, que semble confirmer une séance de spiritisme où l'esprit de Maria Malibran l'aurait encouragée dans cette voie. À onze ans, elle veut passer une audition et à l'âge de quinze ans elle affronte le public avec l'air terrible d'Azucena du Trouvère de Verdi « Stride la vampa » car elle pense avoir une voix de mezzo-soprano. À seize ans, elle étudie le chant à Milan avec comme professeurs Emilio Ghirardini et Merlini. Alfredo Kraus met en rapport Renata avec son excellent professeur de chant, la grande soprano espagnole Mercedes Llopart. Très vite, elle gomme ses défauts, corrige sa technique vocale tout en développant son timbre de soprano.
En 1952, la veille de Noël, à l'âge de 18 ans, elle chante Violetta de La Traviata de Verdi. À 19 ans, elle remporte son premier concours de chant à Milan parmi un millier de concurrents. Le 2 juillet 1953, elle fait ses débuts au Théâtre Nuovo de Milan en interprétant le rôle de Violetta de La Traviata. En 1953, après son audition du rôle travesti de Walter dans La Wally d'Alfredo Catalani, Victor de Sabata lui dit : oubliez le repos et l'opéra se joue le 7 décembre de la même année avec comme partenaires Mario Del Monaco et Renata Tebaldi et obtient, au cours de cette soirée, quinze rappels.
Renata Scotto est rapidement engagée dans tous les théâtres d'Italie mais c'est au Festival d'Édimbourg, le 3 septembre 1957, qu'elle obtient la gloire en remplaçant Maria Callas refusant de participer à une cinquième représentation, non prévue au contrat, dans le rôle d'Amina de La sonnambula de Bellini,. Pour la jeune cantatrice, ce concours de circonstances fut la chance de sa vie, elle n'a que 23 ans.
Elle devient une grande vedette internationale et se produit sur les plus grandes scènes du monde. Elle se marie le 2 juin 1960 avec Lorenzo Anselmi. Le couple a deux enfants : Laura, née le 31 mai 1969, et Filippo, né le 21 juin 1972.
En 1960, à Chicago, elle est acclamée dans le rôle de Mimi de La Bohème de Puccini. En 1962, au Covent Garden puis au Metropolitan Opera le 13 octobre 1965 où elle est ovationnée en Cio-Cio-San dans Madame Butterfly de Puccini. Elle y interprète, durant vingt années, les rôles les plus divers : Gilda dans Rigoletto, Vitellia dans La Clémence de Titus de Mozart ou Lucia dans Lucia di Lammermoor de Gaetano Donizetti sans oublier Violetta qu'elle chante régulièrement. Au fil de sa carrière, elle ajoute d'autres rôles à son répertoire comme Leonora du Trouvère, Desdémone dans Otello, Marguerite du Faust de Gounod, la Norma de Bellini, Manon Lescaut de Puccini sans oublier les rôles véristes de Santuzza dans Cavalleria rusticana de Mascagni. Dans le domaine du disque, elle enregistre avec, notamment, comme partenaires Alfredo Kraus, Giuseppe Di Stefano, Ettore Bastianini, Gianni Raimondi (Traviata et Rigoletto) et Carlo Bergonzi (Rigoletto, Madame Butterfly, L'elisir d'amore, Lucia di Lammermoor),,.
Renata Scotto fait ses débuts de metteur en scène en 1986 avec Madame Butterfly. Elle a également ajouté de nouveaux rôles à son répertoire comme La Voix humaine, Erwartung de Schoenberg, la Maréchale dans Le Chevalier à la rose de Richard Strauss en 1992, Kundry dans Parsifal de Richard Wagner en 1995 et Clytemnestre dans Elektra de Richard Strauss en 2000.
Pendant plus de quarante années, elle est connue pour ses exécutions admirables de Violetta dans La Traviata, Cio-Cio-San dans Madama Butterfly, Mimi (et occasionnellement Musette) dans la Bohême de Puccini, Suor Angelica de Puccini, Lucia di Lammermoor de Gaetano Donizetti, Macbeth de Verdi et Luisa Miller.
Aussi remarquable « actrice » qu'interprète, Renata Scotto reste insurpassée dans Madame Butterfly, Manon Lescaut et Suor Angelica de Puccini, ajoutant à la perfection de sa voix une incarnation d'une humanité frémissante et sans égale dont témoignent heureusement de beaux enregistrements et des captations télévisées.
Surnommée « Scottine » par ses admirateurs, elle peut s'enorgueillir d'avoir réalisé un parcours professionnel remarquable en interprétant plus de 45 opéras et 100 rôles. Elle remporte une multitude de prix dont deux Emmy Award.
Elle a vécu dans le comté de Westchester, près de New York, et en Italie.
Renata Scotto meurt le 16 août 2023,.

## Distinctions et décorations
- Commandeur de l'ordre des Arts et des Lettres Elle est faite commandeur le 26 janvier 1995[8].
- International Opera Award pour l'ensemble de sa carrière (2017)[9].